# بندیکت سیگوردسون گروندال
بندیکت سیگوردسون گروندال (انگلیسی: Benedikt Sigurðsson Gröndal؛ ۷ ژوئیهٔ ۱۹۲۴ – ۲۰ ژوئیهٔ ۲۰۱۰) یک سیاست‌مدار اهل ایسلند بود.